# جاكو التينغ
جاكو التينغ (بالهولندية: Jacco Eltingh)‏ مواليد 29 أغسطس 1970 في خيلدرلند في هولندا. هو لاعب كرة مضرب محترف هولندي سابق بدأ مسيرته كمحترف عام 1988، واعتزال اللعب في 1998. سَبق وكان المصنف الأول عالمياً بالزوجي، أكثر ما إشتُهر بِه لنجاحه في الزوجي مع مواطنه بول هارهويس حيث تمكنوا معاً من الفوز في جميع البطولات الأربع الكبرى في الزوجي.
فاز التينغ بـ44 بطولة بالزوجي و4 بالفردي

## وصلات خارجية
- جاكو التينغ على موقع رابطة محترفي التنس (الإنجليزية)
- جاكو التينغ على موقع الاتحاد الدولي لكرة المضرب (الإنجليزية)
- جاكو التينغ على موقع كأس ديفيز (الإنجليزية)
- جاكو التينغ على موقع خلاصة التنس.كوم (الإنجليزية)
- جاكو التينغ على موقع إي إس بي إن.كوم (الإنجليزية)
- جاكو التينغ على موقع اللجنة الأولمبية الدولية (الإنجليزية)
- جاكو التينغ على موقع أوليمبيديا (الإنجليزية)